# 勒倫格倫德格拉本河

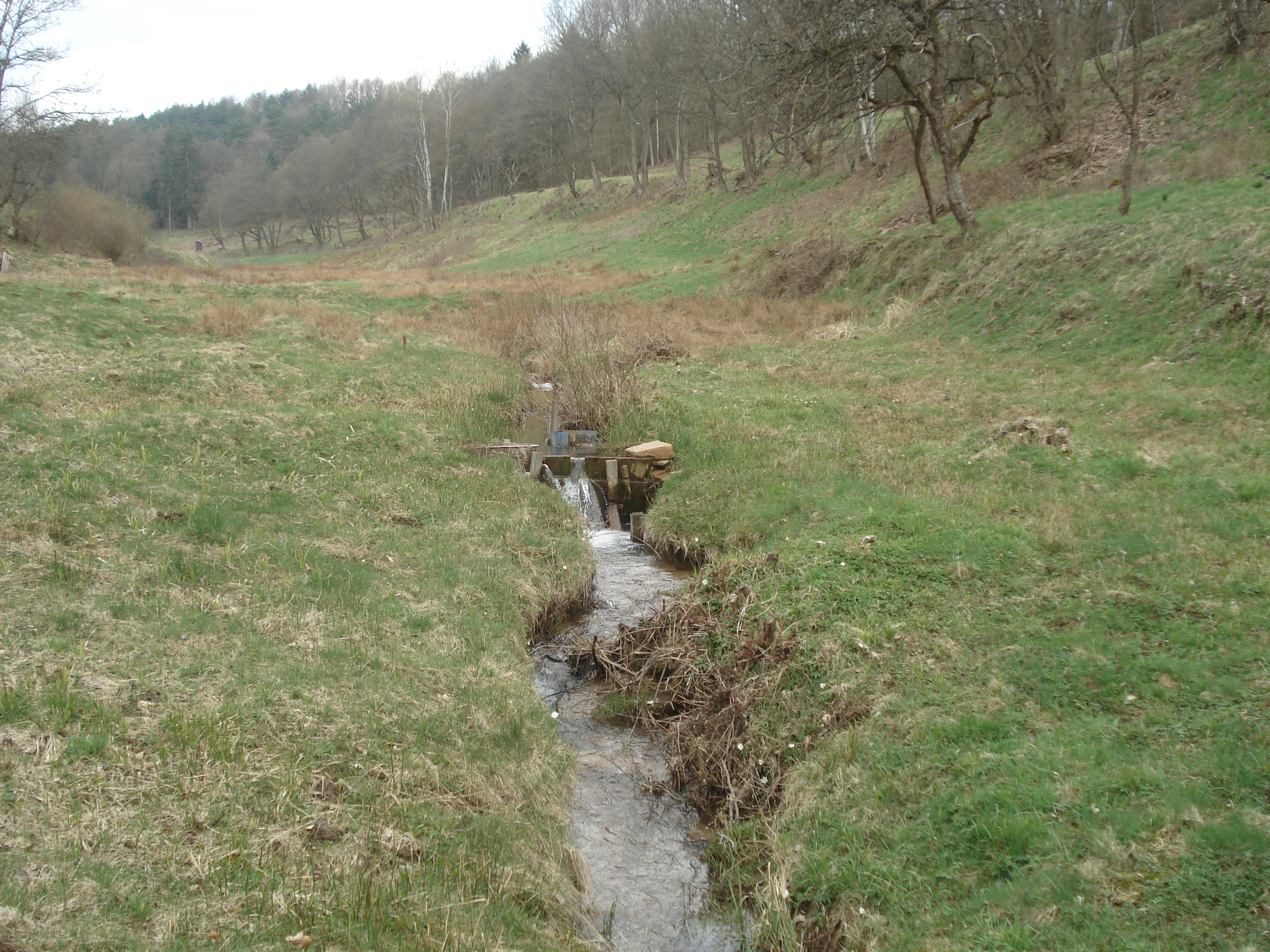

50°1′58.55″N 9°25′52.14″E / 50.0329306°N 9.4311500°E
勒倫格倫德格拉本河（德語：Röhrengrundgraben），是德國的河流，位於該國東南部，由巴伐利亞負責管轄，屬於奧巴赫河的右支流，河道全長1.5公里，流域面積2.4平方公里。